# Kanchan Rup
Kanchan Rup (Nepali कञ्चन रूप Kanchan Rup) ist eine Stadt (Munizipalität) im östlichen Terai Nepals im Distrikt Saptari.

## Geschichte
Die Stadt entstand 2014 durch Zusammenlegung der Village Development Committees Badgama, Baramjhiya, Dharampur, Dhodhanpur, Jagatpur, Kanchanpur, Pipra Purba, Rupnagar und Theliya. Das Stadtgebiet umfasste zu diesem Zeitpunkt 92,18 km².
Im Zuge der Neustrukturierung der lokalen Ebene und der Schaffung der Gaunpalikas (Landgemeinden) durch Zusammenlegung und Abschaffung der Village Development Committees am 10. März 2017 wurden die VDCs Bairawa, Kanchanpur und Badgama eingemeindet. Die Stadtfläche wuchs hierdurch auf 117,34 km².

## Einwohner
Bei der Volkszählung 2011 hatten die VDCs, aus welchen die Stadt Kanchan Rup entstand, 26.905 Einwohner. Durch die Eingemeindungen im Jahr 2017 wuchs die Einwohnerzahl auf 35.238 Einwohner.